# Parada (Monção)
Parada ist ein Ort und eine ehemalige Gemeinde (Freguesia) im nordportugiesischen Kreis Monção. Die Gemeinde hatte 109 Einwohner (Stand 30. Juni 2011).
Am 29. September 2013 wurden die Gemeinden Parada, Sago und Lordelo zur neuen Gemeinde União das Freguesias de Sago, Lordelo e Parada zusammengeschlossen.